# Giải bóng đá hạng nhì quốc gia Cộng hòa Síp 2010–11
Giải bóng đá hạng nhì quốc gia Cộng hòa Síp 2010–11 là mùa giải thứ 56 của bóng đá hạng nhì Cộng hòa Síp. Aris Limassol giành danh hiệu thứ 4.

## Thay đổi đội bóng từ mùa giải 2009–10
Các đội thăng hạng Giải bóng đá hạng nhất quốc gia Cộng hòa Síp 2010–11
- Alki Larnaca
- AEK Larnaca
- Olympiakos Nicosia

Các đội xuống hạng từ Giải bóng đá hạng nhất quốc gia Cộng hòa Síp 2009–10
- Aris Limassol
- Nea Salamina
- APEP

Các đội thăng hạng từ Giải bóng đá hạng ba quốc gia Cộng hòa Síp 2009-10 
- Champions: Chalkanoras Idaliou
- Runners-up: Adonis Idalion, Anagennisi Deryneia

Các đội xuống hạng Giải bóng đá hạng ba quốc gia Cộng hòa Síp 2010-11
- Frenaros FC
- Ayia Napa
- MEAP Nisou

## Bảng xếp hạng
| Vị thứ | team                 | St | T  | H  | B  | Đ  | BT | BB | HS  | Ghi chú                  |
| ------ | -------------------- | -- | -- | -- | -- | -- | -- | -- | --- | ------------------------ |
| 1      | Aris Limassol        | 26 | 15 | 5  | 6  | 50 | 41 | 20 | +21 | Tham gia Bảng Thăng hạng |
| 2      | Nea Salamina         | 26 | 13 | 9  | 4  | 48 | 45 | 19 | +26 | Tham gia Bảng Thăng hạng |
| 3      | Omonia Aradippou     | 26 | 14 | 5  | 7  | 47 | 37 | 27 | +10 | Tham gia Bảng Thăng hạng |
| 4      | Anagennisi Deryneia  | 26 | 12 | 6  | 8  | 42 | 28 | 25 | +3  | Tham gia Bảng Thăng hạng |
| 5      | Othellos Athienou    | 26 | 10 | 11 | 5  | 41 | 28 | 22 | +6  |                          |
| 6      | Atromitos Yeroskipou | 26 | 12 | 4  | 10 | 40 | 35 | 26 | +9  |                          |
| 7      | PAEEK FC             | 26 | 10 | 6  | 10 | 36 | 36 | 36 | 0   |                          |
| 8      | Akritas Chlorakas    | 26 | 9  | 7  | 10 | 34 | 34 | 38 | -4  |                          |
| 9      | APEP                 | 26 | 8  | 9  | 9  | 33 | 33 | 34 | -1  |                          |
| 10     | Chalkanoras Idaliou  | 26 | 9  | 6  | 11 | 33 | 41 | 44 | -3  |                          |
| 11     | Onisilos Sotira      | 26 | 8  | 8  | 10 | 32 | 26 | 30 | -4  |                          |
| 12     | ASIL Lysi (R)        | 26 | 6  | 5  | 15 | 23 | 20 | 41 | -21 | Xuống Hạng ba            |
| 13     | Digenis Morphou (R)  | 26 | 5  | 6  | 15 | 21 | 24 | 45 | -21 | Xuống Hạng ba            |
| 14     | Adonis Idaliou (R)   | 26 | 4  | 7  | 15 | 19 | 24 | 45 | -21 | Xuống Hạng ba            |

St = Số trận; T = Thắng; H = Hòa; B = Thua; BT = Bàn thắng; BB = Bàn thua; HS = Hiệu số; Đ = Điểm

Cập nhật gần đây nhất: 27 tháng 3 năm 2011

Nguồn: CFA

### Bảng Thăng hạng
| Vị thứ | team                   | St | T  | H  | B  | Đ  | BT | BB | HS  | Ghi chú         |
| ------ | ---------------------- | -- | -- | -- | -- | -- | -- | -- | --- | --------------- |
| 1      | Aris Limassol (C)      | 32 | 16 | 9  | 7  | 57 | 49 | 25 | +24 | Thăng Hạng nhất |
| 2      | Nea Salamina (P)       | 32 | 14 | 13 | 5  | 55 | 50 | 25 | +25 | Thăng Hạng nhất |
| 3      | Anagennisi Deryneia(P) | 32 | 15 | 9  | 8  | 54 | 37 | 27 | +10 | Thăng Hạng nhất |
| 4      | Omonia Aradippou       | 32 | 15 | 6  | 11 | 51 | 42 | 41 | +1  |                 |

St = Số trận; T = Thắng; H = Hòa; B = Thua; BT = Bàn thắng; BB = Bàn thua; HS = Hiệu số; Đ = Điểm; (C) = Vô địch; (R) = Xuống hạng; (P) = Thăng hạng
 
Cập nhật gần đây nhất: 9 tháng 5 năm 2010

Nguồn:

### Kết quả
| Home/Away           | AND | ARI | NSL | OMO |
| ------------------- | --- | --- | --- | --- |
| Anagennisi Deryneia |     | 0-0 | 3-1 | 3-0 |
| Aris Limassol       | 0-0 |     | 1-1 | 2-3 |
| Nea Salamina        | 0-0 | 1-1 |     | 1-0 |
| Omonia Aradippou    | 1-3 | 0-4 | 1-1 |     |

### Cầu thủ ghi bàn
| Vị thứ | Cầu thủ              | Câu lạc bộ           | Số bàn thắng |
| ------ | -------------------- | -------------------- | ------------ |
| 1      | Łukasz Sosin         | Aris Limassol        | 19           |
| 2      | Chris Dickson        | Nea Salamina         | 16           |
| 3      | Janusz Surdykowski   | APEP                 | 15           |
| 4      | Edward Mashinya      | Omonia Aradippou     | 13           |
| 5      | Milan Belić          | Nea Salamina         | 10           |
| 5      | Aleksejs Koļesņikovs | Othellos Athienou    | 10           |
| 5      | Sotiris Vourkou      | PAEEK FC             | 10           |
| 5      | Marios Neophytou     | Akritas Chlorakas    | 10           |
| 6      | Andreas Pittaras     | Chalkanoras Idaliou  | 9            |
| 7      | Ricardo Malzoni      | Omonia Aradippou     | 8            |
| 7      | Milton               | Akritas Chlorakas    | 8            |
| 7      | Costas Elia          | Anagennisi Dherynia  | 8            |
| 7      | Panayiotis Pontikos  | Omonia Aradippou     | 8            |
| 8      | Papi Kimoto          | APEP                 | 7            |
| 8      | Viktors Morozs       | Atromitos Yeroskipou | 7            |
| 9      | Egola Empela         | Othellos Athienou    | 6            |
| 9      | FilipVị thứ Filippou | Chalkanoras Idaliou  | 6            |

Bao gồm các trận đấu sau vòng đấu 26; Nguồn: